# Une belle histoire
Une belle histoire (ook wel Un beau roman) is een single van Michel Fugain & Le Big Bazar. Het is afkomstig van hun eerste gezamenlijke titelloze studioalbum. De single is geschreven door Michel Fugain op tekst van Pierre Delanoë en met begeleiding van een orkest van muziekproducent Jean Bouchety. De plaat staat sinds de allereerste editie in december 1999 (bijna) elk jaar genoteerd in de NPO Radio 2 Top 2000 van de Nederlandse publieke radiozender NPO Radio 2. Dat is eigenaardig, aangezien de plaat in Nederland nooit een grote hit is geweest. Une belle histoire werd in de jaren 70 gedraaid in een tijd dat de nationale publieke popzender Hilversum 3 (de voorloper van NPO 3FM) speciale aandacht besteedde aan Franstalige platen, min of meer onder druk van het radioprogramma Muziekmozaïek van Willem Duys en werd destijds ook veel gedraaid op de best beluisterde dag op Hilversum 3; de befaamde TROS donderdag. Later werd de plaat over een vervlogen jeugd nog wel gebruikt als muziek bij een radio-en televisiereclame van Orange. Het werd toen opnieuw gezongen door Alderliefste en Paul de Leeuw onder de tweetalige titel Une belle histoire / Een mooi verhaal en die haalden er een bescheiden hit mee. Die tweetaligheid is het nummer niet vreemd, al tijdens de eerste release in Italië werd een versie gezongen in het Frans/Italiaans met Caterine Caselli. De groep Homo Sapiens bracht wel een volledig Italiaanse versie met Un'estate fa. 
In België werd het nummer in 1973 gecoverd door Ann Christy, met als Nederlandse titel: Zoals een mooi verhaal.
In Spanje werd de single uitgebracht onder de titel Una bella historia / Vamos, Muevete.

## Hitlijsten

### NPO Radio 2 Top 2000
| Nummer met noteringen in de NPO Radio 2 Top 2000 | '99 | '00 | '01 | '02 | '03 | '04 | '05 | '06 | '07 | '08 | '09 | '10 | '11 | '12 | '13 | '14 | '15 | '16 | '17 | '18 | '19 | '20 | '21 | '22 | '23 | '24 |
| ------------------------------------------------ | --- | --- | --- | --- | --- | --- | --- | --- | --- | --- | --- | --- | --- | --- | --- | --- | --- | --- | --- | --- | --- | --- | --- | --- | --- | --- |
| Une belle histoire                               | 581 | -   | 690 | 695 | 666 | 699 | 471 | 268 | 651 | 478 | 548 | 397 | 363 | 334 | 303 | 345 | 349 | 295 | 313 | 407 | 400 | 381 | 296 | 371 | 363 | 350 |

1. ↑  Een '-' betekent dat het nummer niet was genoteerd en een vetgedrukt getal geeft de hoogste notering aan.

### Evergreen Top 1000
| Evergreen Top 1000 "Une Belle Histoire" | Evergreen Top 1000 "Une Belle Histoire" | Evergreen Top 1000 "Une Belle Histoire" | Evergreen Top 1000 "Une Belle Histoire" | Evergreen Top 1000 "Une Belle Histoire" | Evergreen Top 1000 "Une Belle Histoire" | Evergreen Top 1000 "Une Belle Histoire" | Evergreen Top 1000 "Une Belle Histoire" | Evergreen Top 1000 "Une Belle Histoire" | Evergreen Top 1000 "Une Belle Histoire" | Evergreen Top 1000 "Une Belle Histoire" | Evergreen Top 1000 "Une Belle Histoire" | Evergreen Top 1000 "Une Belle Histoire" | Evergreen Top 1000 "Une Belle Histoire" | Evergreen Top 1000 "Une Belle Histoire" | Evergreen Top 1000 "Une Belle Histoire" | Evergreen Top 1000 "Une Belle Histoire" |
| Jaar                                    | 2008                                    | 2009                                    | 2010                                    | 2011                                    | 2012                                    | 2013                                    | 2014                                    | 2015                                    | 2016                                    | 2017                                    | 2018                                    | 2019                                    | 2020                                    | 2021                                    | 2022                                    | 2023                                    |
| --------------------------------------- | --------------------------------------- | --------------------------------------- | --------------------------------------- | --------------------------------------- | --------------------------------------- | --------------------------------------- | --------------------------------------- | --------------------------------------- | --------------------------------------- | --------------------------------------- | --------------------------------------- | --------------------------------------- | --------------------------------------- | --------------------------------------- | --------------------------------------- | --------------------------------------- |
| Positie                                 | 976                                     | 33                                      | 37                                      | 37                                      | 45                                      | 80                                      | 58                                      | 87                                      | 76                                      | 148                                     | 250                                     | 183                                     | 150                                     | 209                                     | 210                                     | 149                                     |